# Arvid Nilsson i Lönsboda
Bror Arvid Nilsson (i riksdagen kallad Nilsson i Lönsboda, född 31 augusti 1906 i Örkened, död där 19 maj 1979, var en svensk sågverksarbetare och politiker (folkpartist).
Arvid Nilsson, som var son till en arrendator, var sågverksarbetare i Lönsboda 1927-1954. Han var ledande lokalpolitiker på orten, bland annat som ledamot av municipalnämnden i Lönsboda från 1931 och ordförande där 1956 samt som ledamot av kommunalfullmäktige i Örkened från 1937 och senare fullmäktiges ordförande. 
Han var riksdagsledamot i andra kammaren för Kristianstads läns valkrets från den 21 augusti 1954 till 1970 års utgång. I riksdagen var han bland annat ledamot av jordbruksutskottet 1962-1968. I riksdagen engagerade han sig främst i jordbruksfrågor, men också för exempelvis värnpliktigas situation samt ökad offentlighet i Högsta domstolen.